# Temporada 1933-34 del València CF
El València FC va jugar la seua primera final en la temporada 1933-34, perdent aquella final de Copa d'Espanya per 2-1 contra el Madrid CF a un partit disputat a Montjuïc.